# Anton Kristan
Anton Kristan, slovenski politik, gospodarstvenik, urednik in publicist, * 31. januar 1881, Ljubljana, † 17. julij 1930, Ljubljana.

## Življenjepis
Kristan je od leta 1891 do 1895 obiskoval gimnazijo v Ljubljani potem odšel v Zagreb, kjer je objavljal članke pri Novi nadi in Narodni misli, nadaljeval 1898 študije v Pragi na trgovski akademiji in višji trgovski šoli prof. Eckerta, obiskoval narodna-gospodarska predavanja na univerzi, prišel v krog realistov in postal Masarykovec in svobodomislec. Delavskemu gibanju se je pridružil v Gorici (1899), se pridružil Jugoslovanski socialnodemokratski stranki ter postal tajnik trgovsko-obrtnega društva. Leta 1902 je na kongresu social-demokratske stranke v Celju zastopal Bernsteinov revizionizem. Po odsluženem vojaškem roku je postal v Idriji ravnatelj Občnega konzumnega društva (1903 do 1908). Leta 1905 je v Idriji ustanovil Prvo idrijsko čipkarsko zadrugo in tu začel že leta 1903 izdajati glasilo okrajne socialnodemokratske organizacije Naprej. Leta 1908 je odšel v Ljubljano, kjer je postal strokovni tajnik in 1908 do 1921 ravnatelj Konzumnega društva za Ljubljano in okolico, direktor državnega posestva Belje (1921 do 1923), predsednik Slovenske banke v Ljubljani (1923) in predsednik Zadružne banke (od 1923) ter član uprave velesejma ter upravni svetnik ljubljanske borze. Oktobra 1918 je bil kot predstavnik socialdemokratov imenovan v Narodno vlado za poverjenika za socialno skrbstvo. Iz te dobe so pomembni zakoni o osemurniku, delavskih zaupnikih, borzi dela, podporah za brezposelne, inšpekciji dela, pomoči za potrebne, zaščiti zanemarjene mladine, invalidih, Okrajni bolniški blagajni, pokojninskem zavarovanju nameščencev itn.
Ustanovil, izdajal in urejal je tudi publikacije Zadružni koledar (1911 do 1913), Konzument (1921), Zadružna knjižnica (1924), Ženski list (1924), Produkcija (1924), Pod lipo (1924 do 1928). Napisal je več knjig, pisal pa je tudi o zgodovini delavskega gibanja 
Njegova prva soproga je bila češka sufražetka Ružena Kristan-Popelak, ki mu je rodila tri sinove (Anton Cvetko Kristan, Boris Kristan in Dušan Kristan). Po njeni smrti se je poročil še drugič z Anko Kristan-Šuler.